# A Collection of Beatles Oldies
A Collection of Beatles Oldies (en español: colección de viejos temas con el subtítulo en la contraportada de But Goldies!) es un álbum recopilatorio que contiene las canciones grabadas de 1962 a 1966 de la banda de rock The Beatles, lanzada al mercado el 10 de diciembre de 1966. Tras el lanzamiento deRevolver en agosto de 1966, la banda ya se encontraban trabajando en la grabación y la experimentación de nuevos sonidos para el siguiente álbum, Sgt. Pepper's Lonely Hearts Club Band, lanzada en 1967.

## Contenido del disco
Parlophone, discográfica de los Beatles en el Reino Unido, decidió sacar este disco, que vendría a ser su primer "Grandes Éxitos", para seguir con su política de lanzar dos álbumes de los Beatles por año. Contenía canciones conocidas de LP anteriores, varios temas publicados en discos sencillos en el Reino Unido que no habían aparecido nunca en un álbum, y un tema inédito de Larry Williams, "Bad Boy", que sólo había salido en el mercado estadounidense como parte del álbum de Capitol Beatles VI.
El álbum se editó con sonido monofónico y sonido estereofónico. Algunos temas que se iban a incluir en este disco, y que se habían publicado previamente en los discos sencillos monofónicos, se tuvieron que remezclar de nuevo para su inclusión en la edición estereofónica del álbum. Estos temas eran "She Loves You", From Me to You", "We Can Work It Out", "Paperback Writer" y "I Want to Hold Your Hand". Para las mezclas estereofónicas de "I Feel Fine" se utilizaron las que se habían hecho el 4 de noviembre de 1964; y para el tema "Bad Boy", única canción inédita del álbum, se usaron las mezclas estereofónicas hechas para el disco americano Beatles VI. "She Loves You" fue mezclada en estéreo duofónico (falso estéreo) a partir de su máster original, ya que las pistas originales del tema habían desaparecido para cuando se querían utilizar en la remezcla estereofónica de la canción.

## Portada
El diseño de la portada corrió a cargo de David Christian, al más puro estilo Carnaby Street (la calle pop de Londres por excelencia en aquel tiempo), y la fotografía de la contraportada fue realizada por Robert Whitaker, en Tokio (Japón) en 1966. La foto de la contraportada estuvo impresa al revés, lo que se podía observar en las inscripciones del kimono que tenía Paul en la foto. El nombre del fotógrafo apareció erróneamente como "Robert Whittaker", con una "t" escrita de más en el apellido.

## Lista de canciones
Todas las canciones escritas y compuestas por Lennon—McCartney, excepto donde esta anotado. 
| Cara 1 |                      |                     |          |  |
| N.º    | Título               | Vocalista principal | Duración |  |
| 1.     | «She Loves You»      | Lennon y McCartney  | 2:21     |  |
| 2.     | «From Me to You»     | Lennon y McCartney  | 1:58     |  |
| 3.     | «We Can Work It Out» | McCartney           | 2:15     |  |
| 4.     | «Help!»              | Lennon              | 2:16     |  |
| 5.     | «Michelle»           | McCartney           | 2:43     |  |
| 6.     | «Yesterday»          | McCartney           | 2:06     |  |
| 7.     | «I Feel Fine»        | Lennon              | 2:20     |  |
| 8.     | «Yellow Submarine»   | Starr               | 2:37     |  |
| 18:36  |                      |                     |          |  |

| Cara 2 |                            |                       |          |  |
| N.º    | Título                     | Vocalista principal   | Duración |  |
| 1.     | «Can't Buy Me Love»        | McCartney             | 2:14     |  |
| 2.     | «Bad Boy» (Williams)       | Lennon                | 2:21     |  |
| 3.     | «Day Tripper»              | Lennon y McCartney    | 2:50     |  |
| 4.     | «A Hard Day's Night»       | Lennon, con McCartney | 2:34     |  |
| 5.     | «Ticket to Ride»           | Lennon                | 3:10     |  |
| 6.     | «Paperback Writer»         | McCartney             | 2:19     |  |
| 7.     | «Eleanor Rigby»            | McCartney             | 2:08     |  |
| 8.     | «I Want to Hold Your Hand» | Lennon y McCartney    | 2:27     |  |
| 20:03  |                            |                       |          |  |

## Posición en las listas de éxitos
| País        | Lista (1966-67)     | Posición más alta |
| ----------- | ------------------- | ----------------- |
| Reino Unido | Record Retailer     | N.º 7             |
| Reino Unido | New Musical Express | N.º 6             |
| Reino Unido | Melody Maker        | N.º 4             |